# 15899 Сильван
15899 Сильван (15899 Silvain) — астероїд головного поясу, відкритий 3 вересня 1997 року.
Тіссеранів параметр щодо Юпітера — 3,660.